# 비디오 게임의 성차별주의
비디오 게임의 성차별주의는 성이나 젠더에 기반해 비디오 게임을 만들고 플레이하는 사람(주로 여성)에게 가해지는 편견이 깃든 행동이나 차별이다. 성희롱이 발생하거나, 캐릭터들이 성에 관련된 비유와 고정관념에 따라 표현되는 것을 예로 들 수 있다.
비디오 게임 문화의 인구통계는 비디오 게임이 주로 남성의 취향으로 인식되던 1980-90년대 이후로 변화해, 2010년대에 이르면 여성이 전체 게이머의 절반을 차지했다. 이 변화는 2014년의 게이머게이트 논쟁같은 공론화된 괴롭힘 사건들처럼 관련 전문가와 미디어가 비디오 게임의 성차별주의와 관련된 주제에 좀 더 관심을 기울이도록 기여했다.

## 괴롭힘

### 형태
괴롭힘은 성적 모욕이나 코멘트, 살해 및 강간 협박, 가상·실제 화폐를 매개로 한 성상납 요구, 여성의 존재와 취향을 비난하는 것 등을 포함한다. 어떤 경우에, 여성 게이머들은 온라인이나 오프라인에서 스토킹을 당한다.
여성은 때때로 "침입자"로 주변화된다. 가령 여성은 심즈, 리듬 게임, 캐주얼 게임처럼 여성 게이머와 관련되지 않은 비디오 게임을 플레이하지 않는다고 가정된다. 반대로, 남성을 향한 모욕은 주로 "소녀 게임"을 플레이하거나 폭력적인 게임을 싫어하는 것을 남자답지 못하다고 비난하는 것이다.

## 같이 보기
- 바스트 모핑
- 라이엇 게임즈
- 유비소프트